# Minneapolis (Kansas)
Pour les articles homonymes, voir Minneapolis (homonymie).
La ville de Minneapolis est le siège du comté d’Ottawa, situé dans l’État du Kansas, aux États-Unis. Sa population s’élevait à 2 032 habitants lors du recensement de 2010, estimée à 1 933 habitants en 2018.

## Source
- (en) Cet article est partiellement ou en totalité issu de l’article de Wikipédia en anglais intitulé « Minneapolis, Kansas » (voir la liste des auteurs).

1. ↑  « Population and Housing Unit Estimates » (consulté le 15 juillet 2019)